# RAR-srodni orfan receptor alfa
RAR-srodni orfan receptor alfa (ROR-alfa), ili NR1F1 (nuklearni receptor potfamilije 1, grupe F, član 1) je nuklearni receptor kodiran genom .
Protein kodiran ovim genom je član NR1 potfamilije nuklearnih hormonskih receptora. On može biti vezan kao monomer ili homodimer za elemente hormonskog odgovora uzvodno od nekoliko gena da bi pojačao ekspresiju tih gena. Specifične funkcije ovog proteina su nepoznate, ali je bilo pokazano da ima interakciju sa NM23-2, nukleozid difosfat kinazom koja učestvuje u organogenezi i diferencijaciji, kao i sa NM23-1, produktom tumor metastaznog supresor kandidatnog gena. Četiri transkriptne varijante koje kodiraju različite izoforme su bile opisane za ovaj gen.

## Interakcije
Za RAR-srodni orfan receptor alfa je pokazano da uspostavlja interakciju sa EP300 i NME1.

## Literatura
- Giguère V; Beatty B; Squire J;  . (1996). „The orphan nuclear receptor ROR alpha (RORA) maps to a conserved region of homology on human chromosome 15q21-q22 and mouse chromosome 9.”. Genomics. 28 (3): 596—8. PMID 7490103. doi:10.1006/geno.1995.1197.
- Steinhilber D; Brungs M; Werz O;  . (1995). „The nuclear receptor for melatonin represses 5-lipoxygenase gene expression in human B lymphocytes.”. J. Biol. Chem. 270 (13): 7037—40. PMID 7706239. doi:10.1074/jbc.270.13.7037.
- Forman BM; Chen J; Blumberg B;  . (1995). „Cross-talk among ROR alpha 1 and the Rev-erb family of orphan nuclear receptors.”. Mol. Endocrinol. 8 (9): 1253—61. PMID 7838158. doi:10.1210/me.8.9.1253.
- Becker-André M, André E, DeLamarter JF (1993). „Identification of nuclear receptor mRNAs by RT-PCR amplification of conserved zinc-finger motif sequences.”. Biochem. Biophys. Res. Commun. 194 (3): 1371—9. PMID 7916608. doi:10.1006/bbrc.1993.1976.
- Giguère V; Tini M; Flock G;  . (1994). „Isoform-specific amino-terminal domains dictate DNA-binding properties of ROR alpha, a novel family of orphan hormone nuclear receptors.”. Genes Dev. 8 (5): 538—53. PMID 7926749. doi:10.1101/gad.8.5.538.
- Carlberg C; Hooft van Huijsduijnen R; Staple JK;  . (1994). „RZRs, a new family of retinoid-related orphan receptors that function as both monomers and homodimers.”. Mol. Endocrinol. 8 (6): 757—70. PMID 7935491. doi:10.1210/me.8.6.757.
- Paravicini G, Steinmayr M, André E, Becker-André M (1996). „The metastasis suppressor candidate nucleotide diphosphate kinase NM23 specifically interacts with members of the ROR/RZR nuclear orphan receptor subfamily.”. Biochem. Biophys. Res. Commun. 227 (1): 82—7. PMID 8858107. doi:10.1006/bbrc.1996.1471.
- Lau P, Bailey P, Dowhan DH, Muscat GE (1999). „Exogenous expression of a dominant negative RORalpha1 vector in muscle cells impairs differentiation: RORalpha1 directly interacts with p300 and myoD.”. Nucleic Acids Res. 27 (2): 411—20. PMID 9862959. doi:10.1093/nar/27.2.411.
- Atkins GB; Hu X; Guenther MG;  . (1999). „Coactivators for the orphan nuclear receptor RORalpha.”. Mol. Endocrinol. 13 (9): 1550—7. PMID 10478845. doi:10.1210/me.13.9.1550.
- Meyer T, Kneissel M, Mariani J, Fournier B (2000). „In vitro and in vivo evidence for orphan nuclear receptor RORalpha function in bone metabolism.”. Proc. Natl. Acad. Sci. U.S.A. 97 (16): 9197—202. PMID 10900268. doi:10.1073/pnas.150246097.
- Gawlas K, Stunnenberg HG (2001). „Differential binding and transcriptional behaviour of two highly related orphan receptors, ROR alpha(4) and ROR beta(1).”. Biochim. Biophys. Acta. 1494 (3): 236—41. PMID 11121580.
- Delerive P, Chin WW, Suen CS (2002). „Identification of Reverb(alpha) as a novel ROR(alpha) target gene.”. J. Biol. Chem. 277 (38): 35013—8. PMID 12114512. doi:10.1074/jbc.M202979200.
- Moretti RM, Marelli MM, Motta M, Limonta P (2003). „Role of the orphan nuclear receptor ROR alpha in the control of the metastatic behavior of androgen-independent prostate cancer cells.”. Oncol. Rep. 9 (5): 1139—43. PMID 12168086.
- Raspè E; Mautino G; Duval C;  . (2003). „Transcriptional regulation of human Rev-erbalpha gene expression by the orphan nuclear receptor retinoic acid-related orphan receptor alpha.”. J. Biol. Chem. 277 (51): 49275—81. PMID 12377782. doi:10.1074/jbc.M206215200.
- Strausberg RL; Feingold EA; Grouse LH;  . (2003). „Generation and initial analysis of more than 15,000 full-length human and mouse cDNA sequences.”. Proc. Natl. Acad. Sci. U.S.A. 99 (26): 16899—903. PMID 12477932. doi:10.1073/pnas.242603899.
- Kallen J; Schlaeppi JM; Bitsch F;  . (2004). „Crystal structure of the human RORalpha Ligand binding domain in complex with cholesterol sulfate at 2.2 A.”. J. Biol. Chem. 279 (14): 14033—8. PMID 14722075. doi:10.1074/jbc.M400302200.
- Migita H; Satozawa N; Lin JH;  . (2004). „RORalpha1 and RORalpha4 suppress TNF-alpha-induced VCAM-1 and ICAM-1 expression in human endothelial cells.”. FEBS Lett. 557 (1-3): 269—74. PMID 14741380. doi:10.1016/S0014-5793(03)01502-3.
- Miki N, Ikuta M, Matsui T (2004). „Hypoxia-induced activation of the retinoic acid receptor-related orphan receptor alpha4 gene by an interaction between hypoxia-inducible factor-1 and Sp1.”. J. Biol. Chem. 279 (15): 15025—31. PMID 14742449. doi:10.1074/jbc.M313186200.
- Migita H, Morser J, Kawai K (2004). „Rev-erbalpha upregulates NF-kappaB-responsive genes in vascular smooth muscle cells.”. FEBS Lett. 561 (1-3): 69—74. PMID 15013753. doi:10.1016/S0014-5793(04)00118-8.
- Gerhard DS; Wagner L; Feingold EA;  . (2004). „The status, quality, and expansion of the NIH full-length cDNA project: the Mammalian Gene Collection (MGC).”. Genome Res. 14 (10B): 2121—7. PMID 15489334. doi:10.1101/gr.2596504.

## Spoljašnje veze
- orphan+nuclear+receptor+ROR-gamma на 